# Saison 2 de 9-1-1: Lone Star
 (mai 2021).
Si vous disposez d'ouvrages ou d'articles de référence ou si vous connaissez des sites web de qualité traitant du thème abordé ici, merci de compléter l'article en donnant les références utiles à sa vérifiabilité et en les liant à la section « Notes et références ».
Chronologie
Saison 1 Saison 3
Cet article présente la deuxième saison de la série télévisée américaine 9-1-1: Lone Star.

## Généralités
- Aux États-Unis, cette saison est diffusée du 18 janvier 2021 au 24 mai 2021 sur le réseau Fox, et en simultané au Canada sur le réseau CTV.

## Distribution

### Acteurs principaux
- Rob Lowe (VF : Bruno Choël) : Owen Strand
- Ronen Rubinstein (VF : Jim Redler) : Tyler Kennedy « TK » Strand
- Sierra McClain (VF : Déborah Claude) : Grace Ryder
- Jim Parrack (VF : Raphaël Cohen) : Judson « Judd » Ryder
- Natacha Karam (VF : Alice Taurand) : Marjan Marwani
- Brian Michael Smith (VF : Mike Fédée) : Paul Strickland
- Rafael Silva (VF : Julien Allouf) : Carlos Reyes
- Julian Works (VF : Jonathan Gimbord) : Mateo Chavez
- Gina Torres (VF : Annie Milon) : Tommy Vega[1]

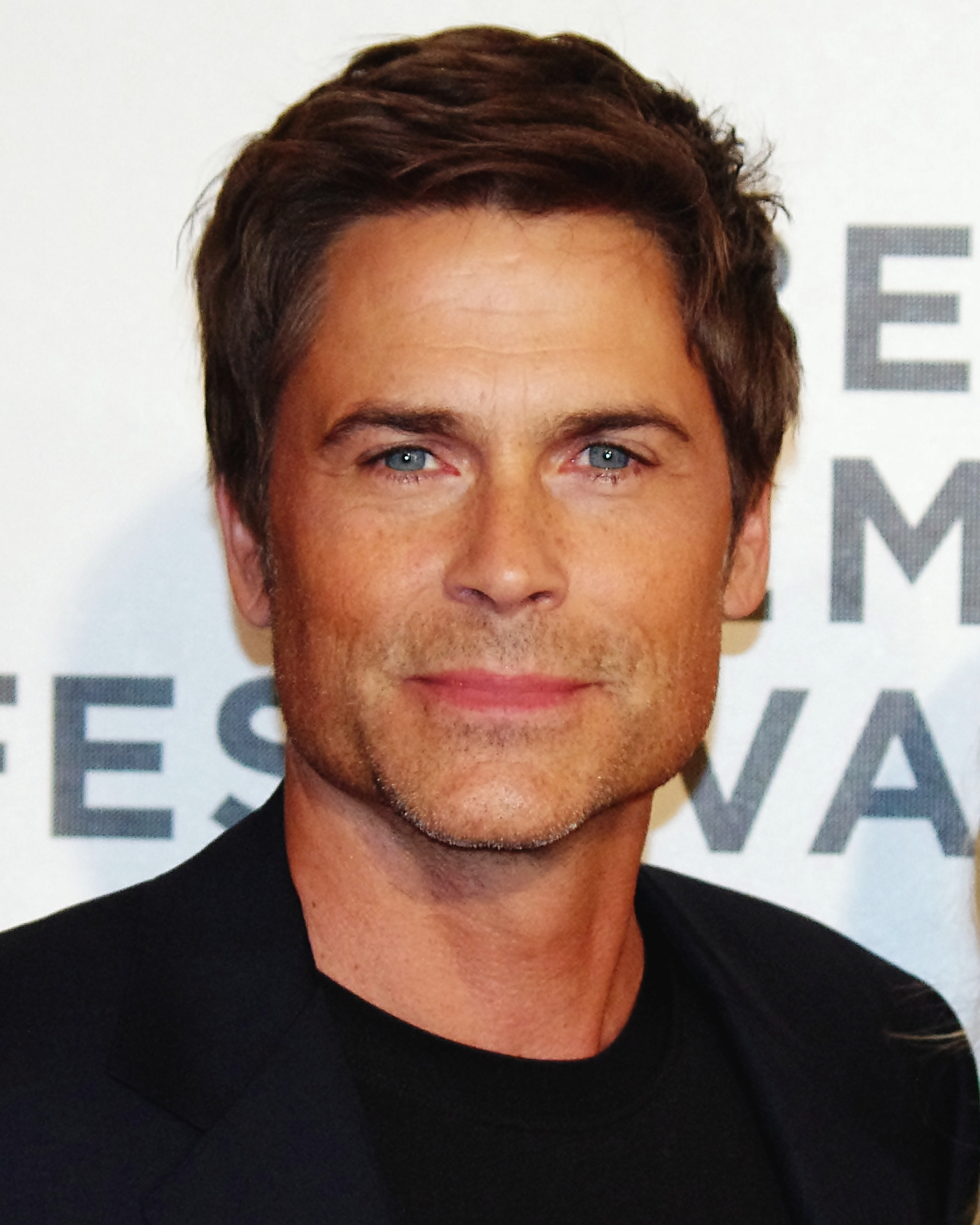
Rob Lowe interprète Owen Strand
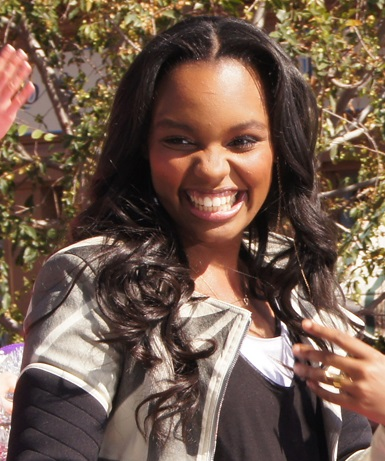
Sierra McClain interprète Grace Ryder
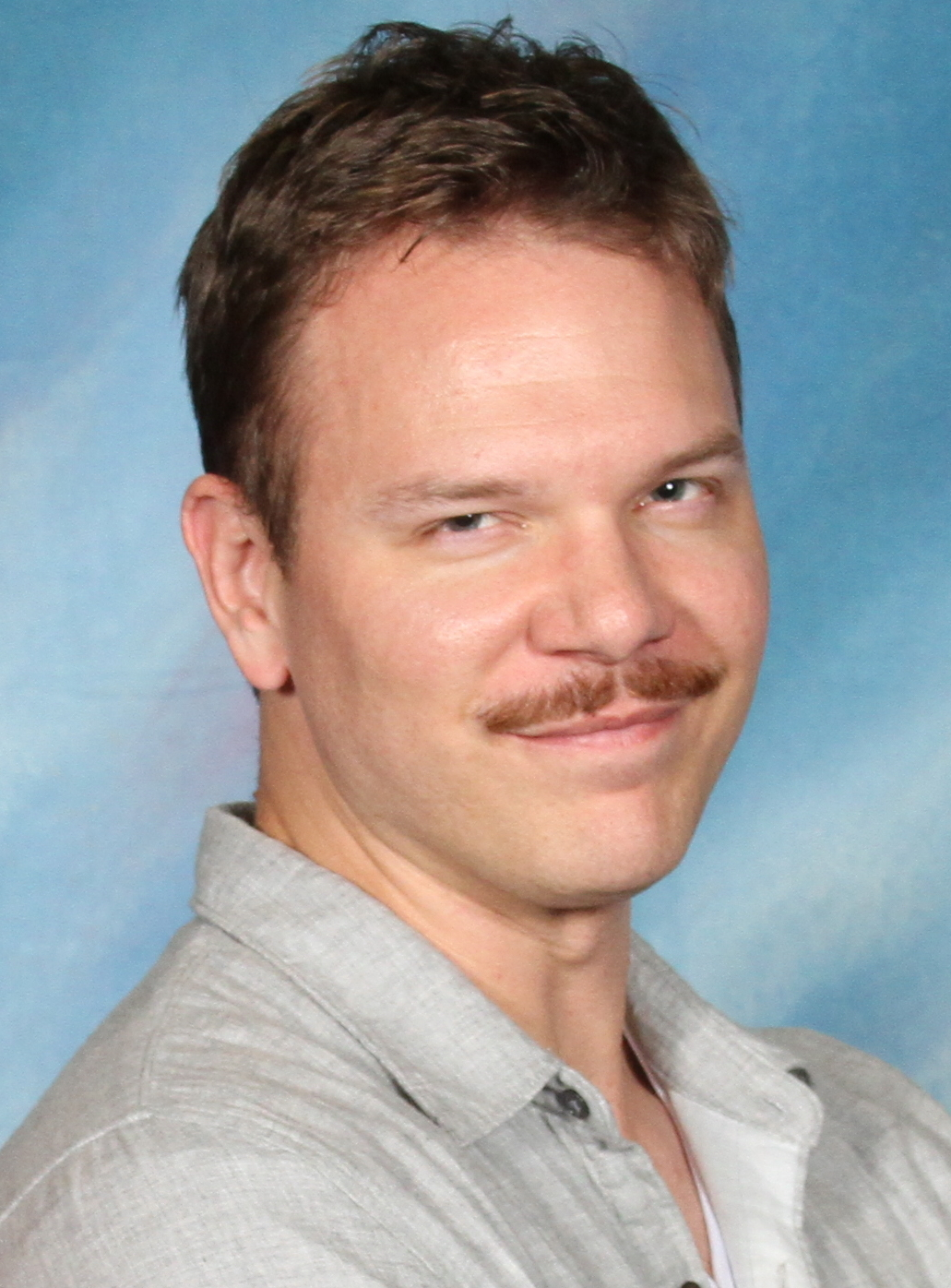
Jim Parrack interprète Judson Ryder
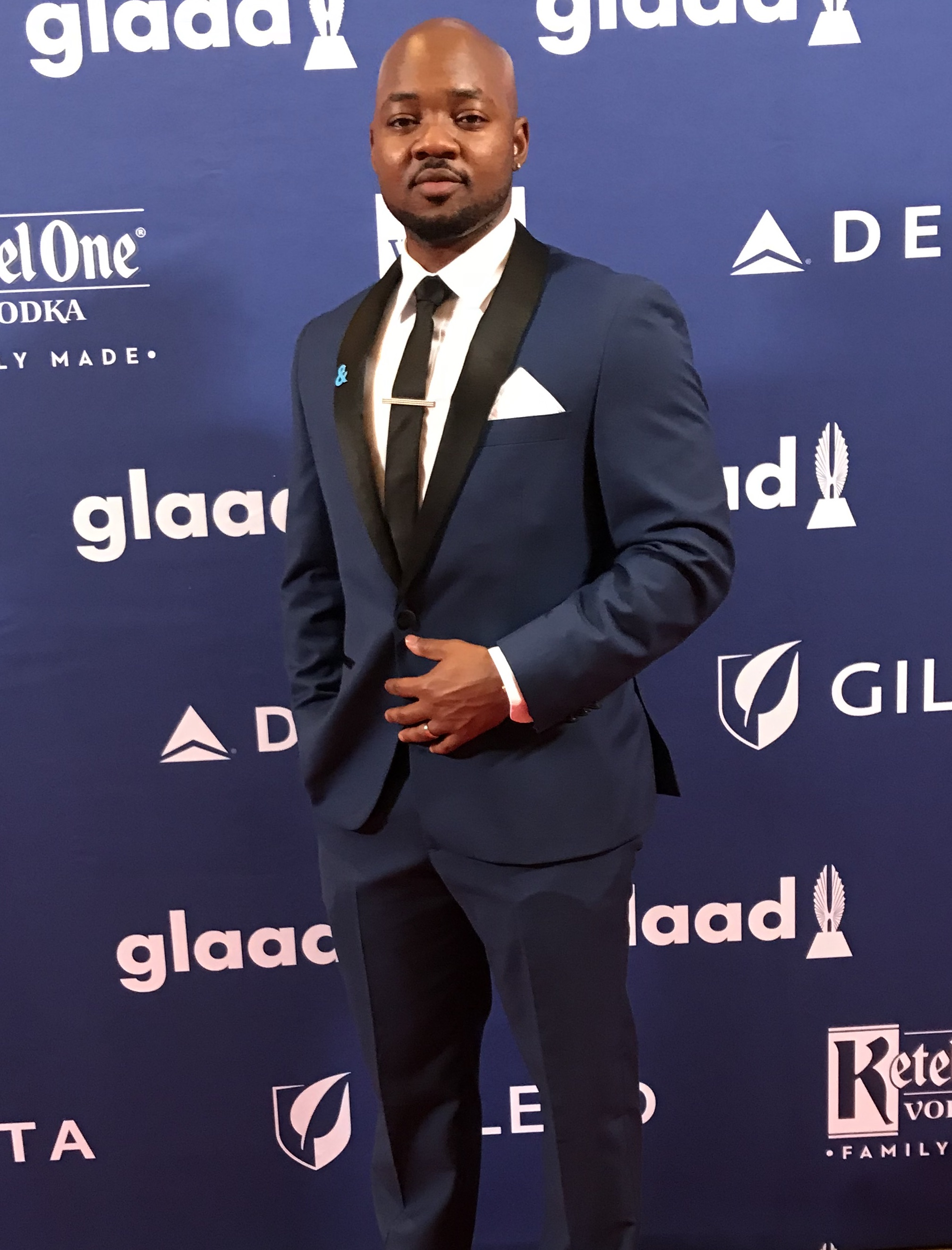
Brian Michael Smith interprète Paul Strickland
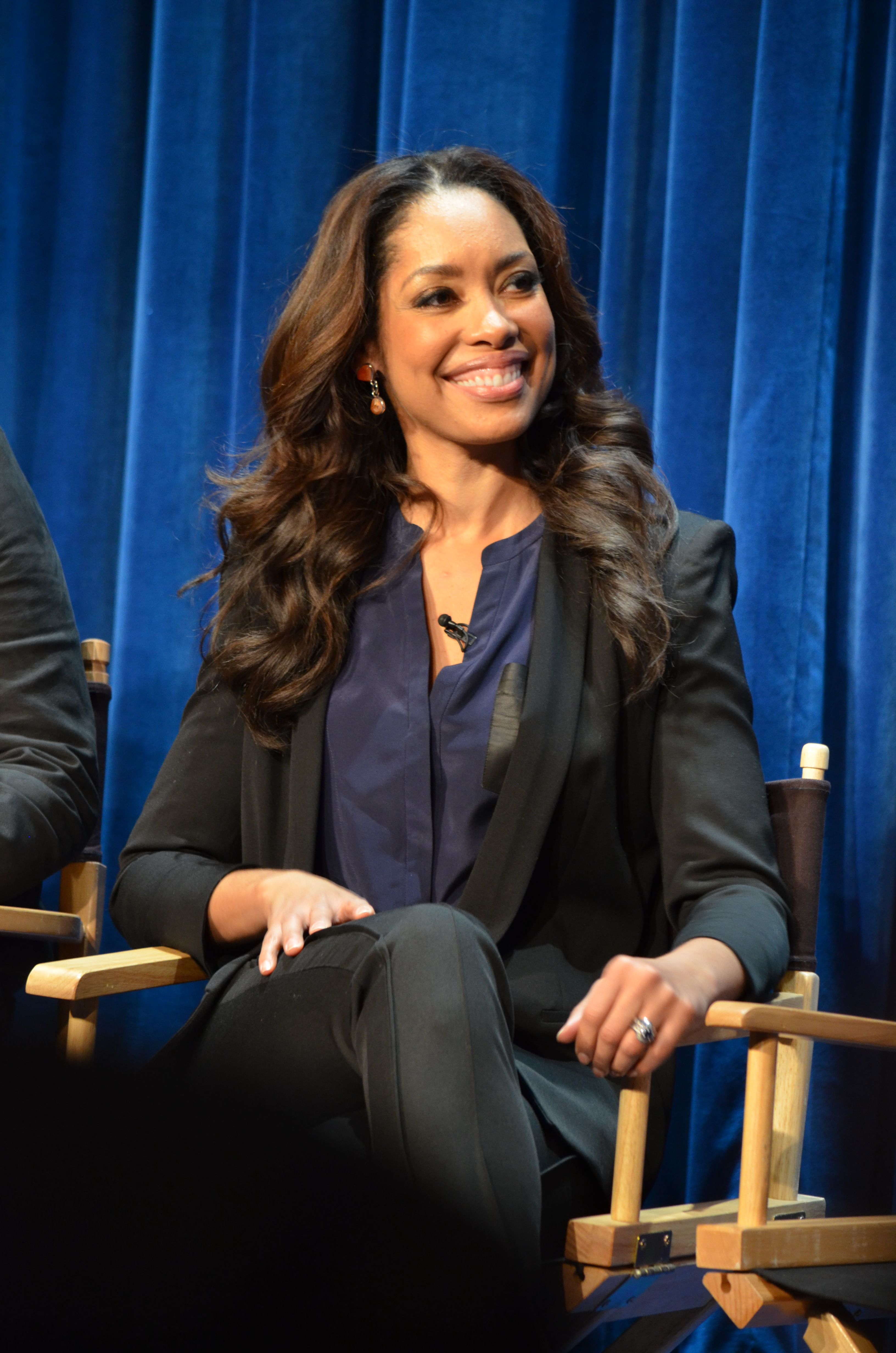
Gina Torres interprète Tommy Vega

### Acteurs récurrents
- Brianna Baker (VF : Soleïma Arabi) : Nancy Gillian
- Lisa Edelstein (VF : Frédérique Tirmont) : Gwyneth « Gwen » Morgan[2]
- Derek Webster (VF : Frantz Confiac) : Charles Vega[3]
- Kelsey Yates et Lexi Crouch : Isabella « Izzy » Vega
- Skyler Yates et Xandi Crouch : Evie Vega
- Benito Martinez : Gabriel Reyes
- Billy Burke (VF : Pierre Tessier) : Billy Tyson

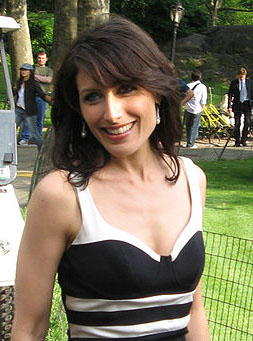
Lisa Edelstein interprète Gwyneth Morgan
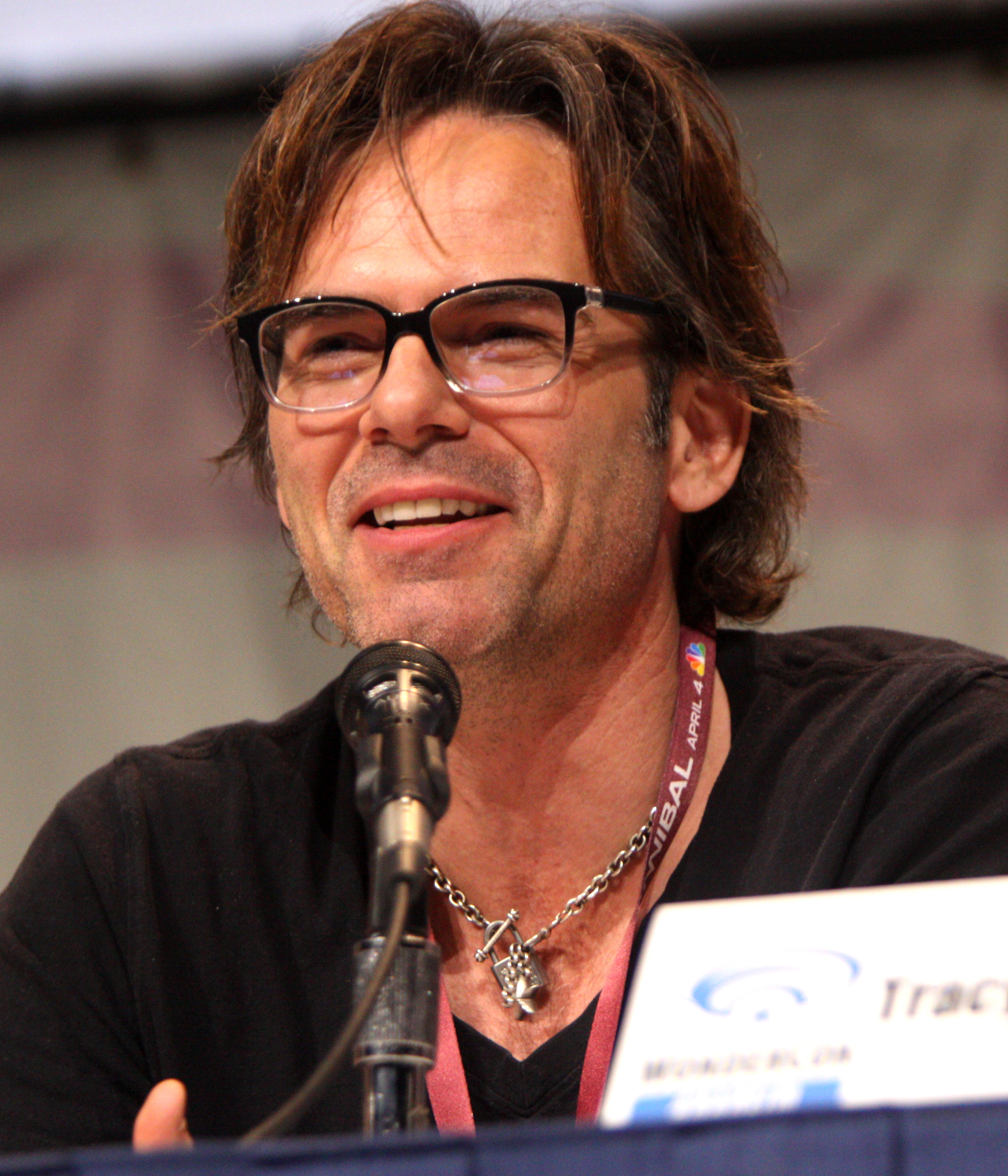
Billy Burke interprète Billy Tyson

### Invités
- Mark Elias (VF : Stéphane Miquel) : Timothy « Tim » Rosewater
- Mena Massoud (VF : Taric Mehani) : Salim (épisode 4)
- Barry Corbin : Stuart Ryder, le père de Jim (épisode 9)
- William Allen Young (en) (VF : Jean-Paul Pitolin) : Benjamin Williams
- Todd Stashwick (VF : Loic Houdré) : Dennis Raymond (épisodes 11 et 12)
- Greg Grunberg : George (épisode 13)
- Bo Kane : Capitaine Andrews de la 122 (épisode 14)

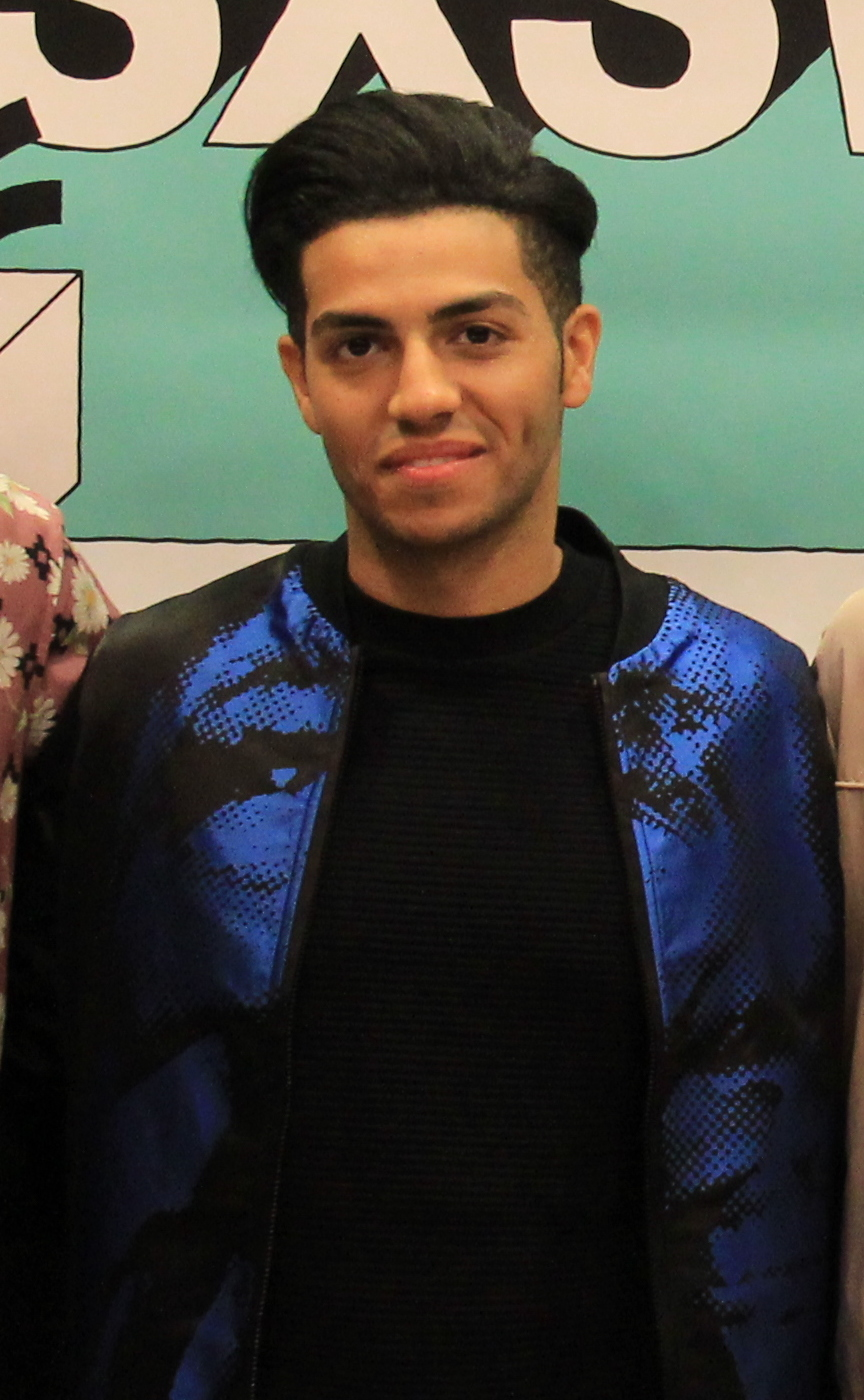
Mena Massoud interprète Salim
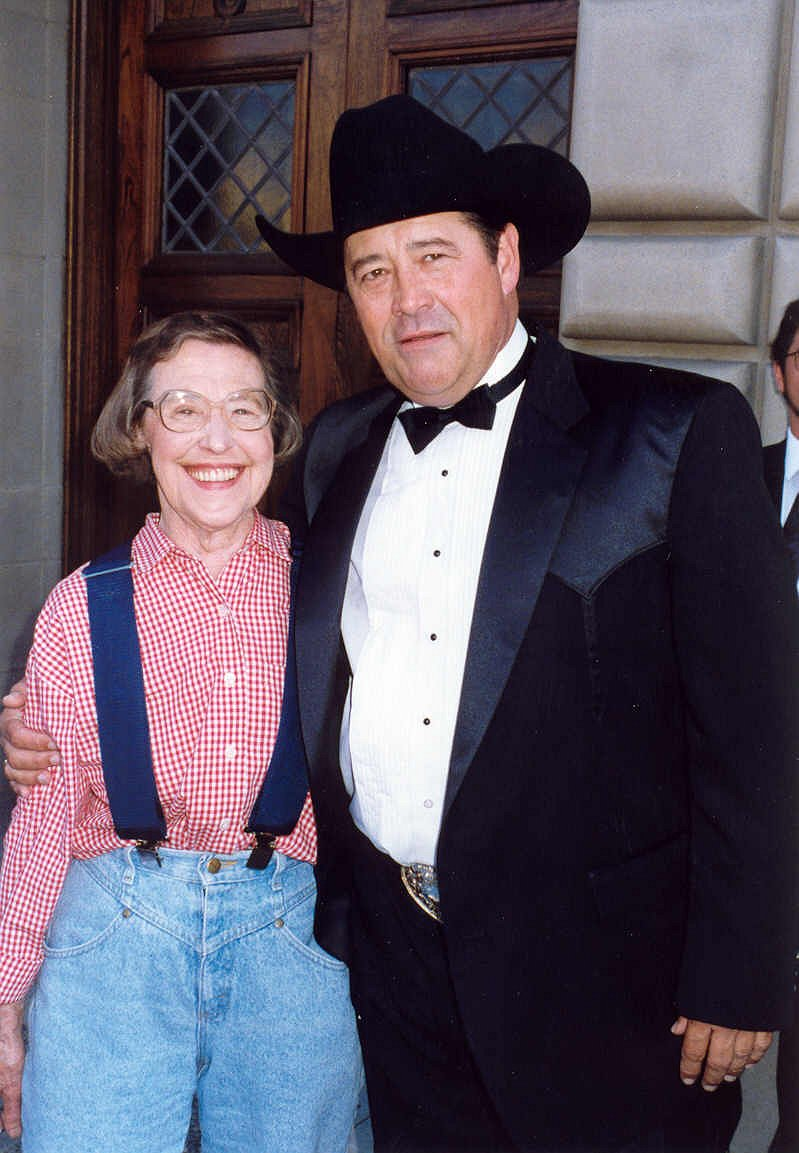
Barry Corbin interprète Stuart Ryder

### Invités de9-1-1
- Oliver Stark (VF : Franck Lorrain) : Evan « Buck » Buckley[4] (épisode 3)
- Aisha Hinds (VF : Laura Zichy) : Henrietta « Hen » Wilson[4] (épisode 3)
- Ryan Guzman (VF : Pascal Nowak) : Edmundo « Eddie » Diaz[4] (épisode 3)

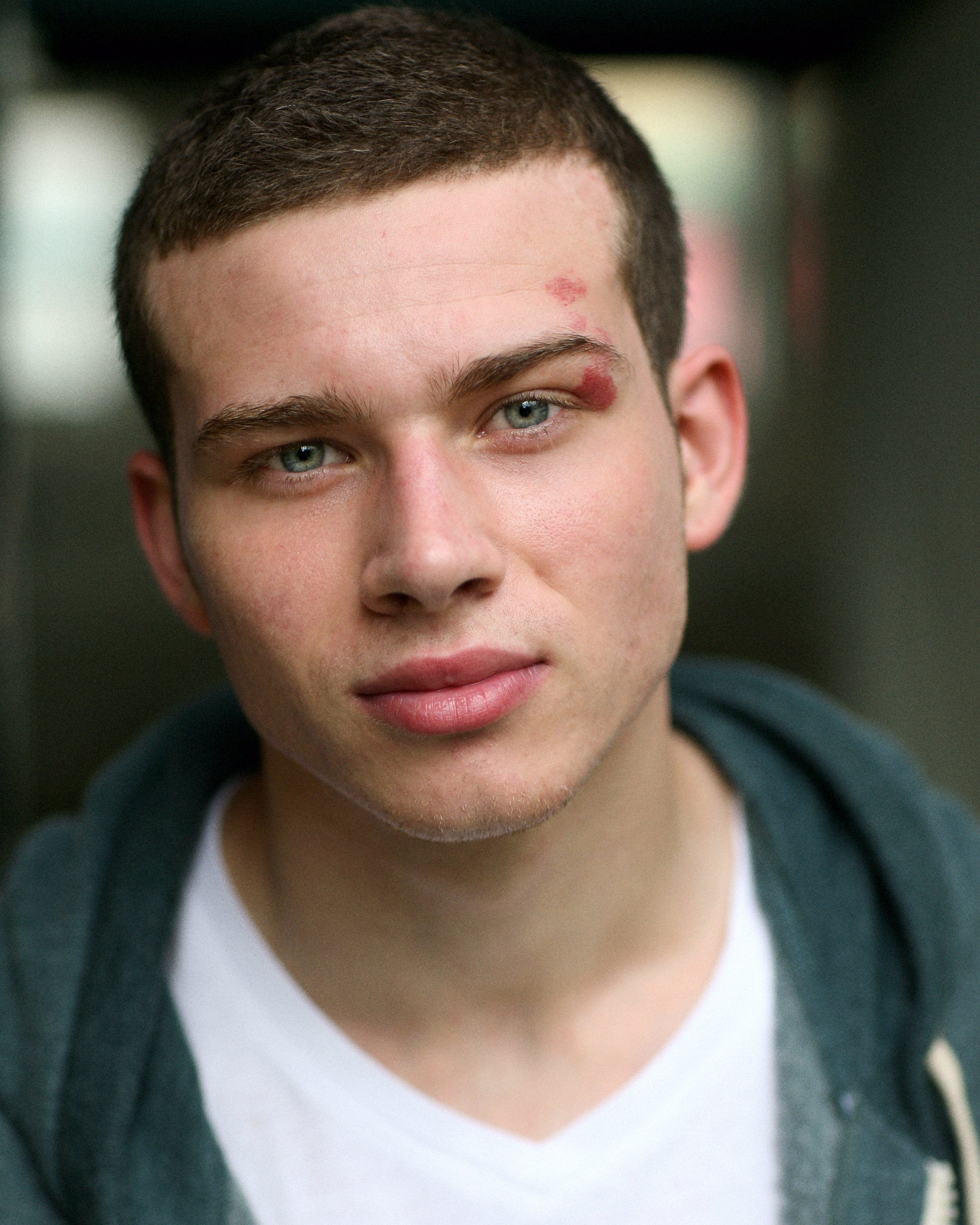
Oliver Stark interprète Evan « Buck » Buckley
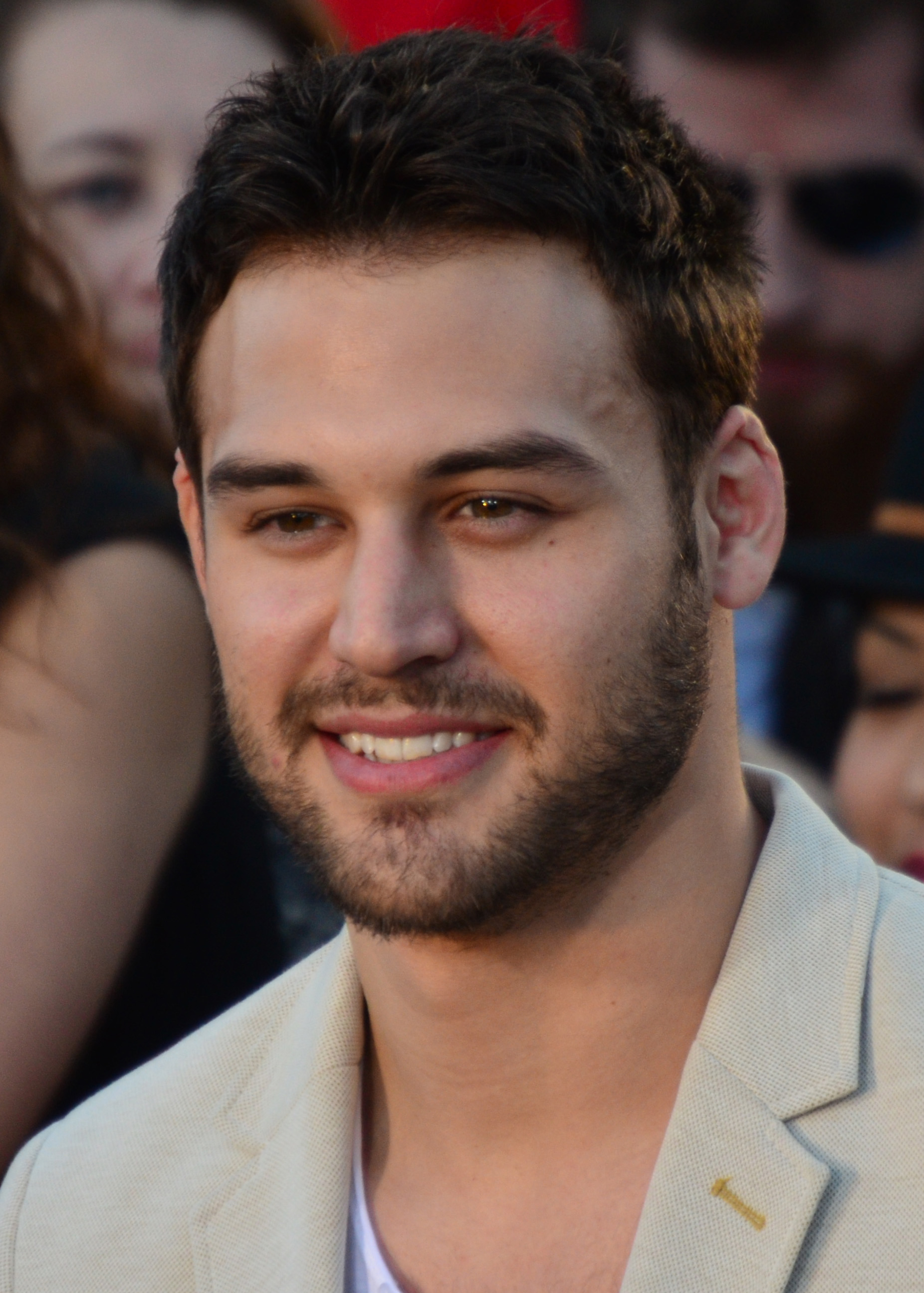
Ryan Guzman interprète Edmundo « Eddie » Diaz

## Épisodes

### Épisode 1:La Vie d'après
- États-Unis /  Canada : 18 janvier 2021 sur Fox[5] / CTV
- Suisse : 3 octobre 2021 sur RTS 1
- Belgique : 15 octobre 2021 sur RTL-TVI
- France : 15 janvier 2022 sur M6

- États-Unis : 6,03 millions de téléspectateurs (première diffusion)
- France : 1,174 million de téléspectateurs (6,2 %)[6] (première diffusion)

### Épisode 2:Humeur volcanique
- États-Unis /  Canada : 25 janvier 2021 sur Fox / CTV
- Suisse : 3 octobre 2021 sur RTS 1
- Belgique : 15 octobre 2021 sur RTL-TVI
- France : 15 janvier 2022 sur M6

- États-Unis : 5,90 millions de téléspectateurs (première diffusion)
- France : 1,140 million de téléspectateurs (6,0 %)[6]

### Épisode 3:Tout feu, tout flamme
- États-Unis /  Canada : 1er février 2021 sur Fox / CTV
- Suisse : 10 octobre 2021 sur RTS 1
- Belgique : 22 octobre 2021 sur RTL-TVI
- France : 22 janvier 2022 sur M6

- États-Unis : 6,14 millions de téléspectateurs (première diffusion)
- France : 1,549 million de téléspectateurs (7,7 %)[8] (première diffusion)

- Oliver Stark : Evan « Buck » Buckley
- Aisha Hinds : Henrietta « Hen » Wilson
- Ryan Guzman : Edmundo « Eddie » Diaz

### Épisode 4:Et plus si affinités
- États-Unis /  Canada : 8 février 2021 sur Fox / CTV
- Suisse : 10 octobre 2021 sur RTS 1
- Belgique : 22 octobre 2021 sur RTL-TVI
- France : 22 janvier 2022 sur M6

- États-Unis : 5,59 millions de téléspectateurs (première diffusion)
- France : 1,290 million de téléspectateurs (7,1 %)[8]

### Épisode 5:Les Choses qu'on ne dit pas
- États-Unis /  Canada : 15 février 2021 sur Fox / CTV
- Suisse : 17 octobre 2021 sur RTS 1
- Belgique : 29 octobre 2021 sur RTL-TVI
- France : 22 janvier 2022 sur M6

- États-Unis : 5,73 millions de téléspectateurs (première diffusion)

### Épisode 6:Frères et sœurs
- États-Unis /  Canada : 22 février 2021 sur Fox / CTV
- Suisse : 17 octobre 2021 sur RTS 1
- Belgique : 29 octobre 2021 sur RTL-TVI
- France : 29 janvier 2022 sur M6

- États-Unis : 5,36 millions de téléspectateurs (première diffusion)
- France : 1,353 million de téléspectateurs (6,5 %)[9] (première diffusion)

### Épisode 7:Les Remplaçants
- États-Unis /  Canada : 1er mars 2021 sur Fox / CTV
- Suisse : 24 octobre 2021 sur RTS 1
- Belgique : 5 novembre 2021 sur RTL-TVI
- France : 29 janvier 2022 sur M6

- États-Unis : 5,34 millions de téléspectateurs (première diffusion)
- France : 1,170 million de téléspectateurs (6,2 %)[9]

### Épisode 8:Suivre son instinct
- États-Unis /  Canada : 8 mars 2021 sur Fox / CTV
- Suisse : 24 octobre 2021 sur RTS 1
- Belgique : 5 novembre 2021 sur RTL-TVI
- France : 29 janvier 2022 sur M6

- États-Unis : 5,35 millions de téléspectateurs (première diffusion)

### Épisode 9:Sauver Grace
- États-Unis /  Canada : 19 avril 2021 sur Fox / CTV
- Suisse : 31 octobre 2021 sur RTS 1
- Belgique : 12 novembre 2021 sur RTL-TVI
- France : 12 février 2022 sur M6

- États-Unis : 5,49 millions de téléspectateurs (première diffusion)

### Épisode 10:Des amis pour la vie
- États-Unis /  Canada : 26 avril 2021 sur Fox / CTV
- Suisse : 31 octobre 2021 sur RTS 1
- Belgique : 12 novembre 2021 sur RTL-TVI
- France : 12 février 2022 sur M6

- États-Unis : 4,92 millions de téléspectateurs (première diffusion)

### Épisode 11:À petit feu
- États-Unis /  Canada : 3 mai 2021 sur Fox / CTV
- Suisse : 7 novembre 2021 sur RTS 1
- Belgique : 19 novembre 2021 sur RTL-TVI
- France : 12 février 2022 sur M6

- États-Unis : 5,26 millions de téléspectateurs (première diffusion)

### Épisode 12:Coup de chaud
- États-Unis /  Canada : 10 mai 2021 sur Fox / CTV
- Suisse : 7 novembre 2021 sur RTS 1
- Belgique : 19 novembre 2021 sur RTL-TVI
- France : 19 février 2022 sur M6

- États-Unis : 4,91 millions de téléspectateurs (première diffusion)

### Épisode 13:Ni sirène, ni gyrophare
- États-Unis /  Canada : 17 mai 2021 sur Fox / CTV
- Suisse : 14 novembre 2021 sur RTS 1
- Belgique : 26 novembre 2021 sur RTL-TVI
- France : 19 février 2022 sur M6

- États-Unis : 5,20 millions de téléspectateurs (première diffusion)

### Épisode 14:Mordre la poussière
- États-Unis /  Canada : 24 mai 2021 sur Fox / CTV
- Suisse : 14 novembre 2021 sur RTS 1
- Belgique : 26 novembre 2021 sur RTL-TVI
- France : 19 février 2022 sur M6

- États-Unis : 5,21 millions de téléspectateurs (première diffusion)

## Audiences aux États-Unis
| N° d'épisode | Titre original                | Titre français              | Chaîne | Date de diffusion originale | Audience (en millions de téléspectateurs) | Pdm sur les 18-49 ans |
| ------------ | ----------------------------- | --------------------------- | ------ | --------------------------- | ----------------------------------------- | --------------------- |
| 1            | Back in the Saddle            | La vie d'après              | FOX    | 18 janvier 2021             | 6.03                                      | 0.9                   |
| 2            | 2100°                         | Humeur volcanique           | FOX    | 25 janvier 2021             | 5.90                                      | 1.0                   |
| 3            | Hold the Line                 | Tout feu, tout flamme       | FOX    | 1er février 2021            | 6.14                                      | 0.8                   |
| 4            | Friends with Benefits         | Et plus si affinités        | FOX    | 8 février 2021              | 5.59                                      | 0.9                   |
| 5            | Difficult Conversations       | Les choses qu'on ne dit pas | FOX    | 15 février 2021             | 5.73                                      | 0.9                   |
| 6            | Everyone and Their Brother    | Frères et sœurs             | FOX    | 22 février 2021             | 5.36                                      | 0.8                   |
| 7            | Displaced                     | Les remplaçants             | FOX    | 1er mars 2021               | 5.34                                      | 0.9                   |
| 8            | Bad Call                      | Suivre son instinct         | FOX    | 8 mars 2021                 | 5.35                                      | 0.9                   |
| 9            | Saving Grace                  | Sauver Grace                | FOX    | 19 avril 2021               | 5.49                                      | 0.9                   |
| 10           | A Little Help From My Friends | Des amis pour la vie        | FOX    | 26 avril 2021               | 4.92                                      | 0.7                   |
| 11           | Slow Burn                     | À petit feu                 | FOX    | 3 mai 2021                  | 5.26                                      | 0.8                   |
| 12           | The Big Heat                  | Coup de chaud               | FOX    | 10 mai 2021                 | 4.91                                      | 0.8                   |
| 13           | One Day                       | Ni sirène, ni gyrophare     | FOX    | 17 mai 2021                 | 5.20                                      | 0.8                   |
| 14           | Dust to Dust                  | Mordre la poussière         | FOX    | 24 mai 2021                 | 5.21                                      | 0.9                   |

## Audiences en France
| N° d'épisode | Titre français              | Chaîne | Date de diffusion française | Audiences (en millions de téléspectateurs) | Part d'audience (4 ans et plus) | Part d'audience (FRDA-50) |
| ------------ | --------------------------- | ------ | --------------------------- | ------------------------------------------ | ------------------------------- | ------------------------- |
| 1            | La Vie d'après              | M6     | 15 janvier 2022             | 1.17                                       | 5.7 %                           | 12.0 %                    |
| 2            | Humeur volcanique           | M6     | 15 janvier 2022             | 1.14                                       | 6.0 %                           | 12.0 %                    |
| 3            | Tout feu, tout flamme       | M6     | 22 janvier 2022             | 1.55                                       | 7.7 %                           | 14.4 %                    |
| 4            | Et plus si affinités        | M6     | 22 janvier 2022             | 1.29                                       | 7.1 %                           | 14.4 %                    |
| 5            | Les Choses qu'on ne dit pas | M6     | 22 janvier 2022             | /                                          | /                               | /                         |
| 6            | Frères et sœurs             | M6     | 29 janvier 2022             | 1.35                                       | 6.5 %                           | 11.1 %                    |
| 7            | Les Remplaçants             | M6     | 29 janvier 2022             | 1.17                                       | 6.2 %                           | 11.1 %                    |
| 8            | Suivre son instinct         | M6     | 29 janvier 2022             | /                                          | /                               | /                         |
| 9            | Sauver Grace                | M6     | 5 février 2022              |                                            |                                 |                           |
| 10           | Des amis pour la vie        | M6     | 5 février 2022              |                                            |                                 |                           |
| 11           | À petit feu                 | M6     | 5 février 2022              |                                            |                                 |                           |
| 12           | Coup de chaud               | M6     | 12 février 2022             |                                            |                                 |                           |
| 13           | Ni sirène, ni gyrophare     | M6     | 12 février 2022             |                                            |                                 |                           |
| 14           | Mordre la poussière         | M6     | 12 février 2022             |                                            |                                 |                           |